# Kit Carson
Christopher Houston "Kit" Carson (Richmond, Kentucky, 24 december 1809 - Fort Lyon, Colorado, 23 mei 1868) was een Amerikaanse pionier, pelsjager, gids, indiaans agent en militair. Hij werd al tijdens zijn leven een beroemdheid door middel van biografieën en krantenartikelen, en overdreven versies van zijn daden werden beschreven in dime novels.
Toen Carson 1 jaar oud was verhuisde zijn familie naar Missouri, waar in die tijd de Frontier lag. In 1826 verliet Carson zijn ouderlijk huis om als mountainman en pelsjager te gaan leven in het westen. In 1842 keerde hij terug naar zijn ouderlijk huis in Missouri. Op de terugweg ontmoette hij John Charles Frémont, die hem huurde als gids voor drie expedities (in 1842, 1843 en 1845) door Californië, Oregon en het Grote Bekken. Carson verkreeg nationale bekendheid door Frémonts expeditieverslagen. In 1846 nam hij onder Frémonts commando deel aan de Bear Flag Revolt, waarin de Amerikaanse kolonisten in Californië zich afscheidden van Mexico. Later in de Mexicaans-Amerikaanse Oorlog diende hij als verkenner en koerier. In die tijd begonnen er verhalen en dime novels over zijn avonturen gepubliceerd te worden, meestal sterk overdreven. Het eerste verhaal over Carsons avonturen was An Adventure of Kit Carson: A Tale of the Sacramento, dat in 1847 in Holden's Dollar Magazine verscheen. 
Na de oorlog werd hij aangesteld als indiaans agent voor het noorden van New Mexico. In deze positie was hij onder meer verantwoordelijk voor het sluiten van verdragen met indianen en zo nodig nam hij deel aan het uitvoeren van militaire acties. Zo sloot hij in 1851 een verdrag met de Jicarilla-Apachen, op grond waarvan zij zich in een reservaat moesten vestigen. Ze verlieten het reservaat al snel weer, en in 1854 nam hij als gids deel aan een militaire campagne tegen hen. Tijdens de Amerikaanse Burgeroorlog leidde hij een regiment van vrijwilligers uit New Mexico aan de zijde van de Unie in de Slag bij Valverde in 1862. Toen de Confederatie geen bedreiging meer vormde voor New Mexico leidde Carson militaire expedities tegen de Navajo, Mescalero-Apachen en Kiowa en Comanchen. In 1865 werd hij benoemd tot brigade-generaal en kreeg het commando over Fort Garland in Colorado. Wegens een slechte gezondheid moest hij zich echter terugtrekken uit het militaire leven, en hij overleed op 23 mei 1868. Hij is begraven in zijn woonplaats Taos in New Mexico.
Kit Carson is de hoofdpersoon van de Nederlandstalige western Als de ratelslang aanvalt, uitgebracht op 18 oktober 2024.

## Bron
- Dit artikel of een eerdere versie ervan is een (gedeeltelijke) vertaling van het artikel Kit Carson op de Engelstalige Wikipedia, dat onder de licentie Creative Commons Naamsvermelding/Gelijk delen valt. Zie de bewerkingsgeschiedenis aldaar.

1. ↑  Boekscout Uitgeverij productpagina. Geraadpleegd op 7-11-2024.